# Christinero

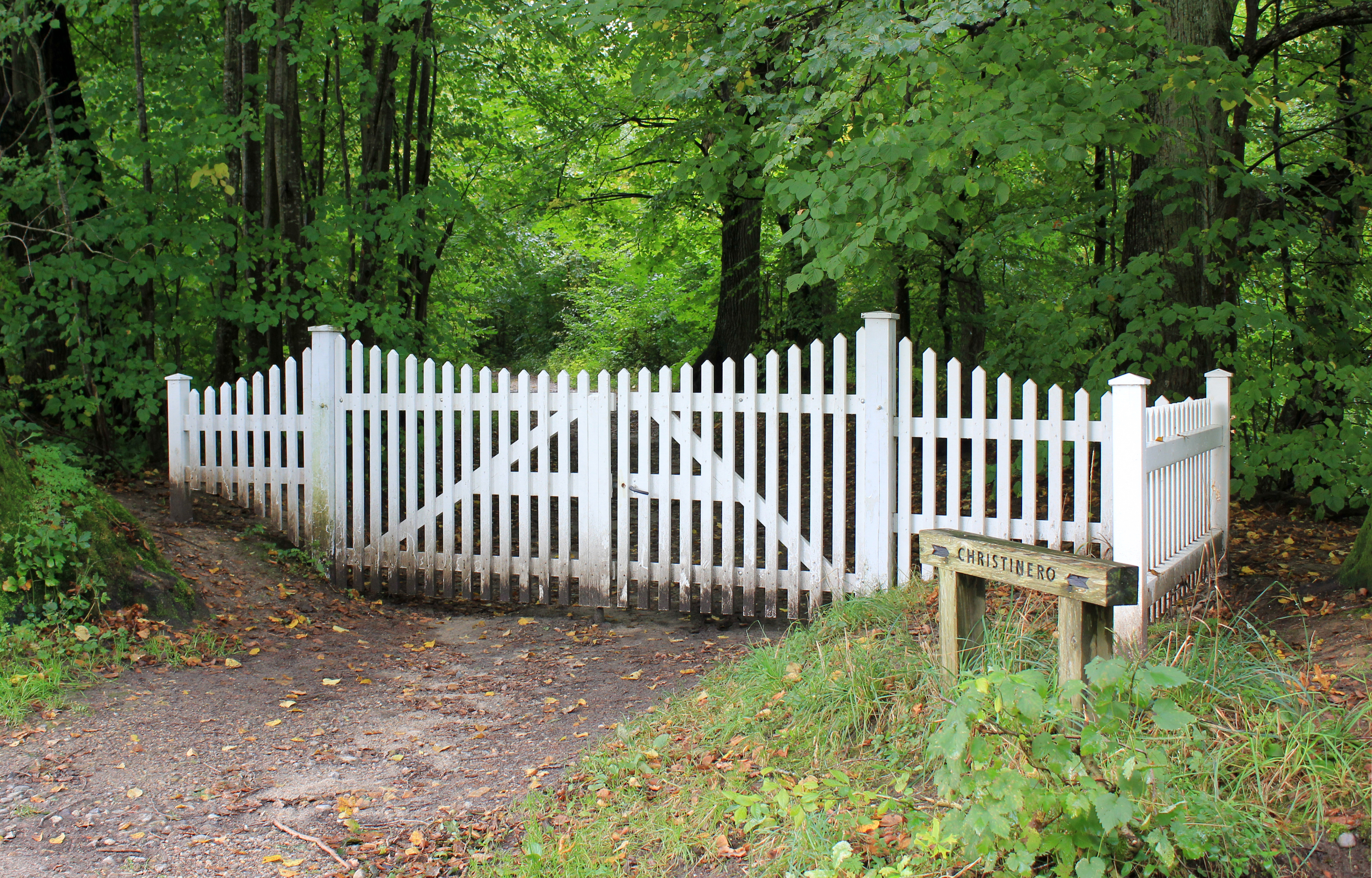
Ingången till Christinero

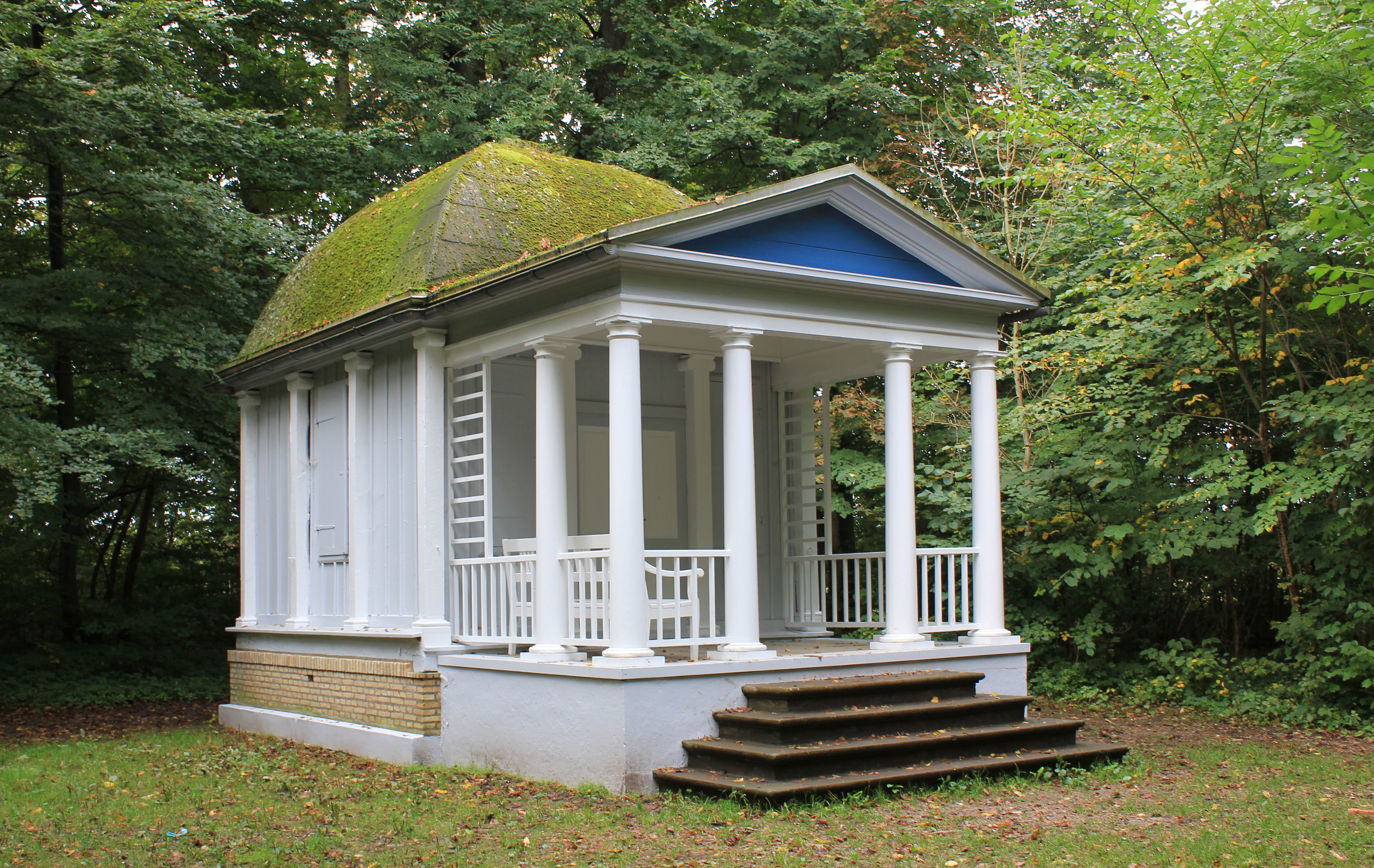
Paviljongen

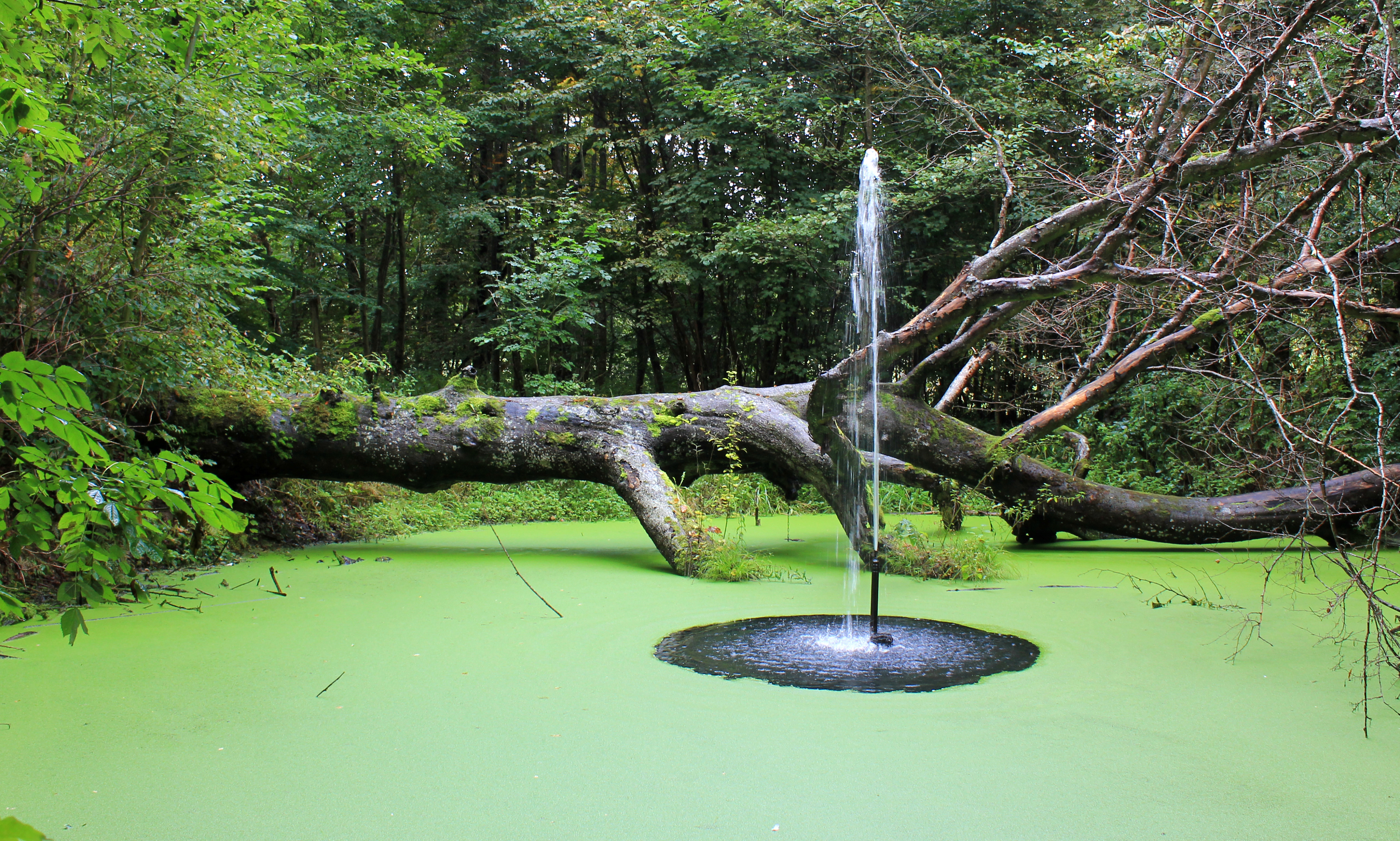
En fontän i en av dammarna

Christinero är en k-märkt dansk park på tio hektar sydväst om Christiansfeld i Sydjylland.
Christinero tillhör den herrnhutiska Brødramenigheden i Christiansfeld och är namngiven efter Christina Friederica von Holstein (1741-1812), som var djupt religiös och nära förbunden med den herrnhutiska rörelsen. Hon lät anlägga parken, som hon kallade Mine tanker som en romantisk trädgård i slutet av 1700-talet. Paret hade köpt gården Favervrågård och flyttat till Sydjylland 1777, efter det att kammarherren Christian Frederik von Holstein, fallit i onåd hos den danske kungen Kristian VII och tvingats lämna hovet i Köpenhamn. Brödramenigheden ärvde efter det barnlösa paret gården Favervrågård och Christinero.
Brödramenighedens missonärer har sedan slutet av 1700-talet samlat in exotiska trädplantor från sina arbetsfält på andra kontinenter, vilka planterats i parken.
I parken ligger en liten träpaviljong med en kolonnförsedd veranda, ett kokhus i gul tegelsten och ett brunmålat envånings träkapell med spånklädda ytterväggar och stråtak. Parken kulturminnesmärktes av Kulturarvsstyrelsen 1981.
I anslutning till Christinero finns vid Tyrstrups gamla prästgård Danmarks största flyttbara blockhus, en lada i eke som byggdes 1668 och som också är kulturminnesskyddad.